# 侯于趙
侯于趙（1536年—1587年），字宗度，號葵所，河南開封府杞縣人，明朝政治人物。

## 生平
嘉靖四十年辛酉科河南鄉試第四十二名舉人。嘉靖四十四年（1565年）中式乙丑科三甲第一百一十七名進士。吏部观政，本年八月授平阳府推官，隆慶二年（1568年）六月升户部主事，五年三月改兵科给事中，六年二月升刑科右，万历元年（1573年）十一月升兵科左，三年二月升工科都，四年三月升江西参政，六年八月升湖广按察使，八年三月升右布政，十二月升山西左布政，十一年三月升右副都御史、巡抚山西，丁忧。十五年二月奏報，服阕。

## 家族
曾祖侯興；祖父侯璽，壽官；父侯鐸，典膳贈刑科右给事中。嫡母王氏；生母楊氏。兄于鲁（光禄署丞）、一位（贈知县）、于楚（太医院吏目）、弟于宋（指挥）、于蔡（庠生）。
子侯应瑞、应玠、应琛、应瑜、应璋、应珂、应瓒，孫邦治、邦泰、邦宁、邦憲、邦定、邦祜、邦宴、邦寀、邦寅、邦宣、邦清。